# أمهات الكتب
أمات أو أمهات الكتب هو مصطلح في الثقافة العربية يقصد به المؤلفات التي ذاع صيتها وأصبحت مرجعاً في مجال أو علم معين على مدى أجيال وتلقتها غالبية الأمة بالتقدير على أنها حاوية لمجالها وليس بالضرورة قبولها أي قبول محتواها.

## أمثلة
في العلوم الإنسانية:
- المقدمة للمؤرخ ابن خلدون
- العقد الفريد للشاعر ابن عبد ربه
- الاستشراق للأستاذ ادوارد سعيد

في العلوم الطبيعية:
- كتاب المناظر للعالم ابن الهيثم
- كتاب الفلاحة للعالم ابن العوام
- القانون في الطب للعالم الطبيب ابن سينا

في علوم اللغة العربية:
في علم المعاجم:
- كتاب لسان العرب للعلامة الأديب ابن منظور الأنصاري

في علم النحو
- الكتاب لإمام النحاة سيبويه
- كتاب العوامل المائة للشيخ عبد القاهر الجرجاني
- كتاب الآجرومية
- كتاب الأنموذج للزمخشري
- كتاب إظهار الأسرار للبركوي
- كتاب الفوائد الضيائية للشيخ عبدالرحمن الجامي
- كتاب البهجة المرضية للإمام عبدالرحمن السيوطي
- كتاب الفريدةللإمام عبدالرحمن السيوطي
- كتاب الخلاصة لابن مالك
- كتاب.مغني اللبيب لاين هشام
- كتاب كفاية المتحفظ ونهاية المتلفظ لابن الاجدابي

في علم الحديث:
- صحيح البخاري
- صحيح مسلم
- موطأ الإمام مالك
- سنن النسائي
- سنن ابن ماجه
- سنن الترمذي